# Samuel Butler
Samuel Butler (8 de febrer de 1612 − 25 de setembre de 1680) fou un escriptor i poeta anglès. De totes les seves obres, característiques de la literatura de la Restauració anglesa, destaca Hudibras, un llarg poema satíric i burlesc sobre el puritanisme.

## Nota biogràfica
Primer va ser clergue i més endavant jutge de pau. Abans de donar a conèixer les seves investigacions sobre poesia, va quedar lligat a la casa de la duquessa de Kent, que li va donar la llibertat de dedicar-se completament als seus estudis; més tard, va ocupar un lloc de treball a casa de Samuel Like, purità i partidari d'Oliver Cromwell.
Amb l'arribada de la restauració, es va convertir en secretari del lord president de Gal·les; en aquesta època, es va casar també amb una vídua, de nom Herbert. El 1663, es va publicar la primera part d'Hudibras i les dues següents ho van fer el 1664 i 1678. Carles II d'Anglaterra es va declarar un admirador de l'obra i va oferir al seu autor una pensió.
Butler va col·laborar amb George Villiers en la creació de The Rehearsal, peça satírica que ridiculitzava el drama heroic.
Tot i la popularitat d'Hudibras, Butler no va rebre el favor de la cort i es va morir el 1680 en la pobresa. Està enterrat a l'abadia de Westminster de Londres.